# Шостаковский, Пётр Адамович
Пётр Адамович Шостаковский (1851 или 1853 — 1916 или 1917) — русский пианист, дирижёр, педагог и музыкально-общественный деятель.

## Биография
Родился 3 (15) февраля 1851 года (по другим сведениям в 1853 году) в Курляндской губернии.
Дебютировал в Риге как пианист в 1868 году. Учился он в течение двух лет у А. Дрейшока в Санкт-Петербургской консерватории, затем — в Берлине, у Т. Куллака.
Вернувшись в Россию, П. А. Шостаковский с большим успехом концертировал в разных городах. В 1876 году он был приглашён преподавать в Московской консерватории, из которой ушёл из-за разногласий с Н. Г. Рубинштейном и открыл в Москве в 1878 году свою музыкальную школу. Одновременно он стал одним из директоров основанного по его инициативе Общества любителей музыкального и драматического искусства, которое в 1883 году было переименовано в Московское филармоническое общество. Школа Шостаковского была реорганизована в Музыкально-драматическое училище Московского филармонического общества. До 1898 года Шостаковский был директором училища, профессором по классу фортепиано и первым дирижёром организованных им симфонических концертов, к участию в которых он привлекал лучших исполнителей и сам выступал как пианист. В 1892 году Шостаковский пригласил заниматься в Музыкально-драматическое училище студента Московского университета Л. В. Собинова. В конце 1893 года дирижировал в Москве концертом с участием тогда еще молодого виртуоза Фрица Крейслера. 
После выхода в отставку жил в Москве.
Сын — Павел Петрович Шостаковский.